# Expedició Endurance
L'expedició imperial transantàrtica (1914–1917), més coneguda com a expedició Endurance, va ser l'última expedició important de l'edat heroica de l'exploració de l'Antàrtida. Dissenyada per Sir Ernest Shackleton, aspirava a ser la primera a travessar per terra el continent antàrtic. Després que el 1911 l'expedició Amundsen arribés al pol Sud, Shackleton va dir que la travessia del continent era l'"únic gran objectiu principal dels viatges antàrtics". L'expedició no va aconseguir complir aquest propòsit, però és recordada com una història èpica d'heroisme i supervivència.
Shackleton havia estat a l'Antàrtic entre el 1901 i el 1904 formant part de l'expedició Discovery del Capità Scott, i havia liderat l'expedició Nimrod entre 1907 i 1909. La nova expedició requeria, d'una banda, una tripulació principal que navegaria pel mar de Weddell i que desembarcaria a la costa aproximadament a la latitud 78°S, prop de la badia Vahsel, com a preparació per una marxa transcontinental en direcció al mar de Ross, tot travessant el Pol Sud. Paral·lelament, un grup de suport, l'equip del mar de Ross, viatjaria al costat oposat del continent, establiria un campament a l'estret McMurdo, i des d'allà prepararia una sèrie de dipòsits de subministrament al llarg de la barrera de gel de Ross, al peu de la glacera Beardmore. Aquests magatzems havien de ser essencials per a la supervivència de l'equip transcontinental, ja que no portarien prou provisions per fer tota la travessia. L'expedició disposava de dos vaixells: l'Endurance, que portaria l'equip de Shackleton pel mar de Weddell, i l'Aurora, a les ordres del capità Aeneas Mackintosh, que portaria l'equip del mar de Ross fins a l'estret McMurdo.
L'Endurance va quedar atrapat al gel del mar de Weddell abans d'arribar a la badia Vahsel, i malgrat els esforços per alliberar el vaixell, se'n va anar a la deriva cap al nord en un bloc de gel durant l'hivern antàrtic de 1915. Finalment, el gel va esclafar i enfonsar el vaixell, i va deixar sobre el gel els 28 homes de la tripulació, que es van veure sotmesos a una sèrie de dures proves: mesos d'espera en campaments improvisats sobre el gel, un viatge en bots salvavides a l'illa Elephant, una segona travessia de 1.300 km en un bot obert, el James Caird, i haver de travessar les muntanyes de Geòrgia del Sud, per, finalment, ser tots rescatats sense ni una sola baixa. Mentrestant, l'equip del mar de Ross va haver de vèncer grans dificultats per acomplir la seva missió, després que l'Aurora fos arrancat de les seves amarres durant un vendaval i no poder retornar. Els dipòsits es van instal·lar com estava previst, però l'operació va costar tres vides.

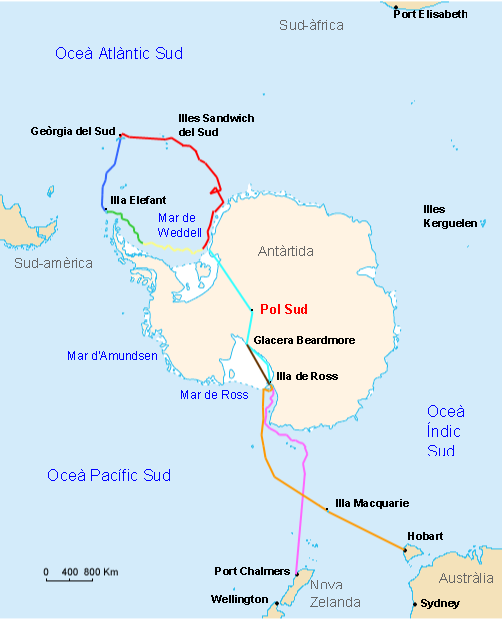
Mapa de les vies marítimes de l'Endurance, el James Caird i l'Aurora, la ruta de subministrament terrestre de l'equip del mar de Ross i la via terrestre planejada per l'equip del mar de Weddell encapçalada per Ernest Shackleton en el seva expedició imperial transantàrtica de 1914-1915:
Viatge de l'Endurance
Deriva de l'Endurance en el gel
Deriva del mar gelat després de l'enfonsament de l'Endurance
Viatge del James Caird
Ruta transantàrtica prevista
Viatge de l'Aurora a l'Antàrtida
Retirada de l'Aurora
Ruta de subministrament

## Preparatius

### Orígens
Shackleton havia viscut inquiet i sense gaire objectius després del seu retorn de l'expedició Nimrod el 1909, tot i el reconeixement públic perquè havia assolit la fita d'arribar al "punt més austral" a 88° 23′ S. Es convertí, en paraules del pioner esquiador britànic Sir Harry Brittain, en "un trosset de cavaller indecís". La naturalesa de les seves futures operacions antàrtiques depenia ara dels èxits de Scott a l'expedició Terra Nova, que havia començat a Cardiff el juliol de 1910.

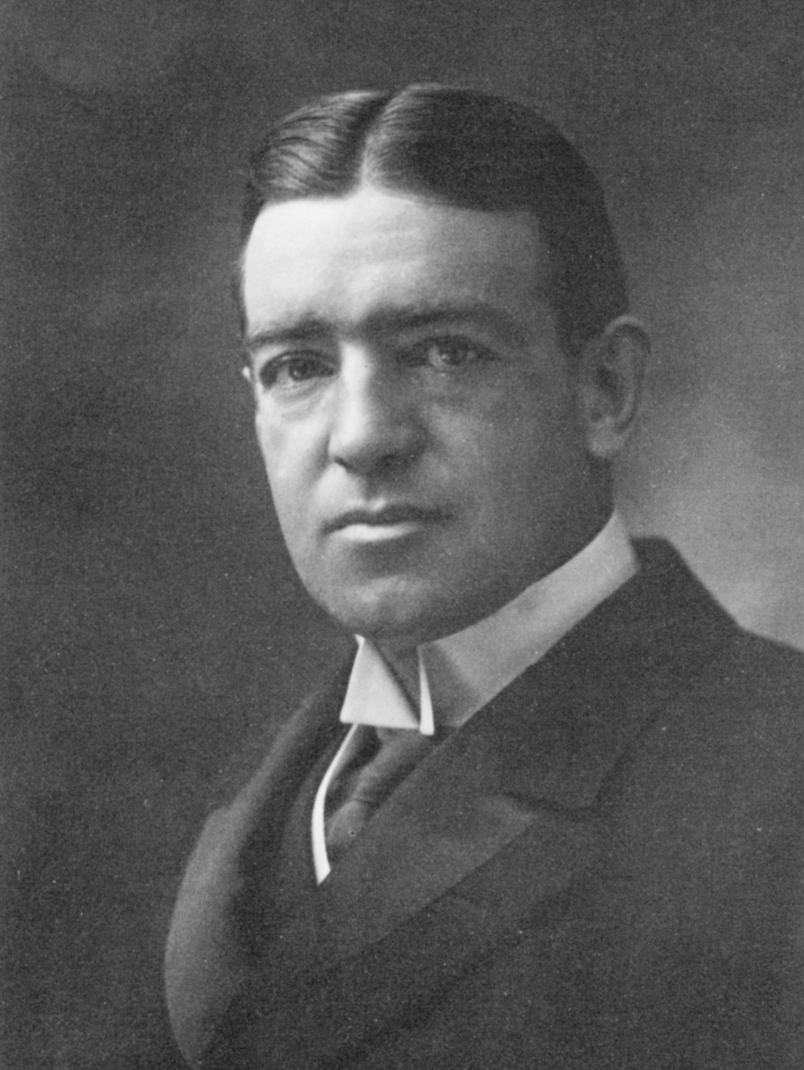
Ernest Shackleton retratat per Nadar

Amb la notícia de la inesperada conquesta del Pol Sud per part d'Amundsen, l'11 de març de 1913, el Pol Sud va deixar de ser un objectiu, amb independència del que va poder aconseguir l'expedició de Scott. Shackleton va escriure: "El descobriment del Pol Sud no serà el final de les exploracions antàrtiques". La propera operació, deia, "hauria de ser un viatge transcontinental de mar a mar, creuant el pol". No podia estar segur que aquest treball li correspongués a ell, perquè hi havia altres candidats. L'11 de desembre de 1911 una expedició alemanya comandada per Wilhelm Filchner havia navegat des de Geòrgia del Sud amb el propòsit de penetrar al mar de Weddell, establir una base al sud i des d'allà intentar creuar el continent fins al mar de Ross. A finals de 1912 Filchner es retirà cap a Geòrgia del Sud, havent fracassat en el seu intent d'establir una base. Tanmateix, els possibles punts de desembarcament que va descobrir a la badia Vahsel, prop dels 78° de latitud, van ser recollits per Shackleton i incorporats als plans de la seva expedició.
Arran de les inquietants notícies sobre el destí del capità Scott i els seus companys en el retorn del seu viatge al Pol Sud, Shackleton va iniciar els preparatius per la seva pròpia expedició transcontinental. Va sol·licitar suport financer, entre d'altres, a Tryggve Gran, de l'expedició de Scott, i a l'exprimer ministre Lord Rosebery, que hi van mostrar poc interès. Gran va ser evasiu, Rosebery taxatiu: "Mai no he estat disposat a dedicar ni un cèntim als pols". Va rebre més suport de William Speirs Bruce, líder de l'expedició Antàrtica Nacional Escocesa de 1902–1904, que tenia plans per una travessia antàrtica des de 1908, però que havia abandonat el projecte per manca de fons. Bruce va acceptar encantat que Shackleton adoptés els seus plans, encara que al final el pla anunciat per Shackleton li va semblar poc. El 29 de desembre de 1913, després d'adquirir el compromís de retorn financer, va fer públic el seu anunci en una carta al diari The Times.

### El pla de Shackleton
Shackleton va donar a la seva expedició el grandiloqüent títol d'"expedició imperial transantàrtica", i per provocar l'interès del gran públic va editar un programa detallat al començament de 1914. L'expedició constaria de dos equips i dos vaixells. L'equip del mar de Weddell viatjaria a l'Endurance i actuaria a l'àrea de la badia Vahsel, on catorze homes desembarcarien i sis d'ells, sota el comandament de Shackleton, formarien el grup transcontinental. Aquest grup, amb 100 gossos, dos trineus motoritzats i l'equip, que "contindria tot allò que l'experiència del líder i els seus assessors experts suggerissin", emprendria el viatge de 2.900 km en direcció al mar de Ross. Els vuit membres restants farien treballs científics: tres se n'anirien a la terra de Graham, tres a Enderby Land i dos es quedarien al camp base.
L'equip del mar de Ross viatjaria amb l'Aurora; anirien a la base del mar de Ross, a l'estret McMurdo, que era al costat oposat del continent. Després de desembarcar, "instal·larien magatzems en la ruta del grup transcontinental per donar-los suport en la seva marxa cap al sud, i també farien observacions geològiques".
El paper de l'equip del Mar Ross era vital; l'equip de Shackleton portaria subministraments suficients només per arribar al peu de la glacera Beardmore. La seva supervivència durant els darrers 640 km fins a la base del mar de Ross dependria dels magatzems que s'haurien instal·lat en coordenades predeterminades al llarg de la barrera de gel de Ross.
Al seu programa Shackleton expressava clarament la intenció que la travessia havia de tenir lloc a la primera estació de 1914–1915. Més tard veuria la improbabilitat de fer-ho, i hauria d'haver informat MacKintosh, al càrrec de la tripulació del mar de Ross, del canvi de plans. Malauradament, segons Ernest Perris, corresponsal del Daily Chronicle, aquest cable mai no es va enviar, una omissió que complicava innecessàriament la feina de l'equip del mar de Ross en aquella primera estació.

### Finances
Shackleton pensava que necessitaria 50.000 lliures (uns 2,2 milions de lliures del 2008) per tirar endavant la versió més simple del seu pla. No pretenia atreure el públic: "[Ells] causen inacabables preocupacions comptables". El mètode de finançament escollit va ser sol·licitar contribucions de patrocinadors rics. Aquest procés es va iniciar a començaments de 1913, inicialment amb poc èxit. La seva primera aportació significativa va arribar el desembre de 1913, quan el govern li va oferir 10.000 lliures, una suma útil, però només la meitat de la que havien aportat per permetre a Shackleton pagar els deutes del Nimrod. La Royal Geographical Society, de qui no esperava res, li va donar 1.000 lliures (segons Huntford, Shackleton, en un gran gest, els va dir que només necessitaria la meitat d'aquesta suma. El temps s'acabava, i les aportacions finalment es van aconseguir durant la primavera i començaments de l'estiu de 1914. Dudley Docker, del Birmingham Small Arms Company (BSA), va donar 10.000 lliures; la rica hereva del tabac Janet Stancomb-Wills va donar una suma "generosa" (la quantitat no es va revelar), i, al juny, l'industrial escocès sir James Caird va donar 24.000 lliures. "Aquest magnífic regal m'allibera de tota l'ansietat", declararia Shackleton al Morning Post. Shackleton tenia ara els diners per continuar. Per 11.600 lliures va adquirir un vaixell de 300 tones anomenat Polaris, construït per l'explorador belga Adrien de Gerlache per una expedició a Spitsbergen. El projecte s'havia suspès i el vaixell va passar a estar disponible. Shackleton el reanomenà Endurance, reflectint el seu lema familiar "By endurance we conquer" ("Per la resistència, conquerim"). També adquirí, per 3.200 lliures, el vaixell Aurora —utilitzat a l'expedició de Douglas Mawson—, de les drassanes de Hobart (Tasmània) per fer-lo servir per a l'equip del mar de Ross.
La quantitat total recollida per Shackleton és incerta, ja que no es coneix la donació de Stancomb-Wills. Tanmateix, els diners, o millor, la manca de diners, va obsessionar l'organització de l'expedició. Com a mesura econòmica la proporció de fons assignada a l'equip del mar de Ross va ser reduïda a la meitat, i el seu comandant, Aeneas Mackintosh, només ho descobriria en arribar a Austràlia per començar l'operació. Mackintosh va haver de regatejar i reclamar diners i subministraments per fer possible la seva part de l'expedició. La manca de diners també dificultà l'operació de rescat de l'equip del mar de Ross quan, el 1916, aquesta ho va necessitar. Shackleton va estar molt actiu per recuperar despeses després del seu retorn. Va vendre els drets exclusius de la història de l'expedició al Daily Chronicle, i va crear la Imperial Trans Antarctic Film Syndicate per aprofitar els drets d'imatge de la pel·lícula.

## Tripulació

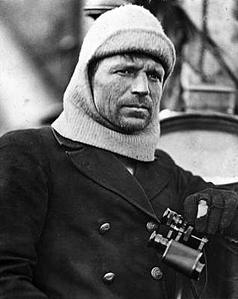
Frank Worsley, que va capitanejar l'Endurance.

No hi va haver escassetat de voluntaris per apuntar-se amb Shackleton: va rebre més de 5.000 peticions, inclosa una de "tres noies esportives". Finalment la tripulació es va limitar a 56 homes, 28 per cada braç de l'expedició. Shackleton va escollir Frank Wild com a segon comandant, que ja havia estat amb ell a l'expedició Discovery, a la Nimrod i havia participat en la marxa per arribar al punt més austral el 1909. Wild acabava de tornar de l'expedició Australiana Antàrtica de Mawson. L'oficial en cap Tom Crean, un heroi del Terra Nova, va ser nomenat segon oficial, juntament amb un altre expert de l'Antàrtic, Alfred Cheetham, com a tercer oficial. Dos veterans més del Nimrod van ser assignats a l'equip del mar de Ross: el seu capità, Aeneas Mackintosh, i Ernest Joyce. Per capitanejar l'Endurance, Shackleton havia volgut comptar amb John King Davis, que havia capitanejat l'Aurora durant l'expedició Australiana Antàrtica, però Davis ho va rebutjar, pensant que l'empresa estava "condemnada al fracàs"; així doncs, Shackleton va donar el càrrec a Frank Worsley, que, segons es deia, s'havia apuntat a l'expedició després d'assabentar-se'n en un somni. L'equip de sis científics que acompanyaven l'Endurance estava format per dos cirurgians, Alexander Macklin i James McIlroy; el geòleg James Wordie; el biòleg Robert Clark; el físic Reginald James, i el meteoròleg Leonard Hussey, que editaria la narració de Shackleton sobre l'expedició South. El fotògraf Frank Hurley i l'artista George Marston assegurarien la documentació en imatges de l'expedició.
La composició final de l'equip del mar de Ross seria crítica. Alguns dels que havien sortit de la Gran Bretanya cap a Austràlia per embarcar a l'Aurora hi van renunciar abans de salpar cap al mar de Ross, i un grup ampli de la tripulació va estar dubtant fins a l'últim minut. Només Mackintosh i Joyce tenien alguna experiència antàrtica prèvia, extremament limitada en el cas del primer.

## Expedició

### L'equip del mar de Weddell

#### Viatge a través del gel
L'Endurance va deixar Plymouth el 8 d'agost de 1914; es va aturar breument a Buenos Aires, on embarcaren Hurley, William Bakewell i el polissó Perce Blackborow, que es van afegir a la tripulació. Després d'una llarga parada d'un mes a Grytviken, Geòrgia del Sud, l'Endurance va marxar cap a l'Antàrtida el 5 de desembre. Dos dies més tard, Shackleton se sorprenia en trobar-se la banquisa molt cap al nord, a la latitud 57° 26′ S, i va forçar el vaixell a maniobrar. Durant els dies següents van tenir més topades amb blocs de glaç, fins que el 14 de desembre el gel va ser prou gruixut per aturar el vaixell durant 24 hores. Tres dies més tard el vaixell s'aturava un altre cop. Shackleton va comentar: "M'havia preparat per condicions difícils al mar de Weddell, però comptava que els blocs estarien més lliures. El que ens estàvem trobant era gel bastant dens i d'un caràcter molt obstinat".

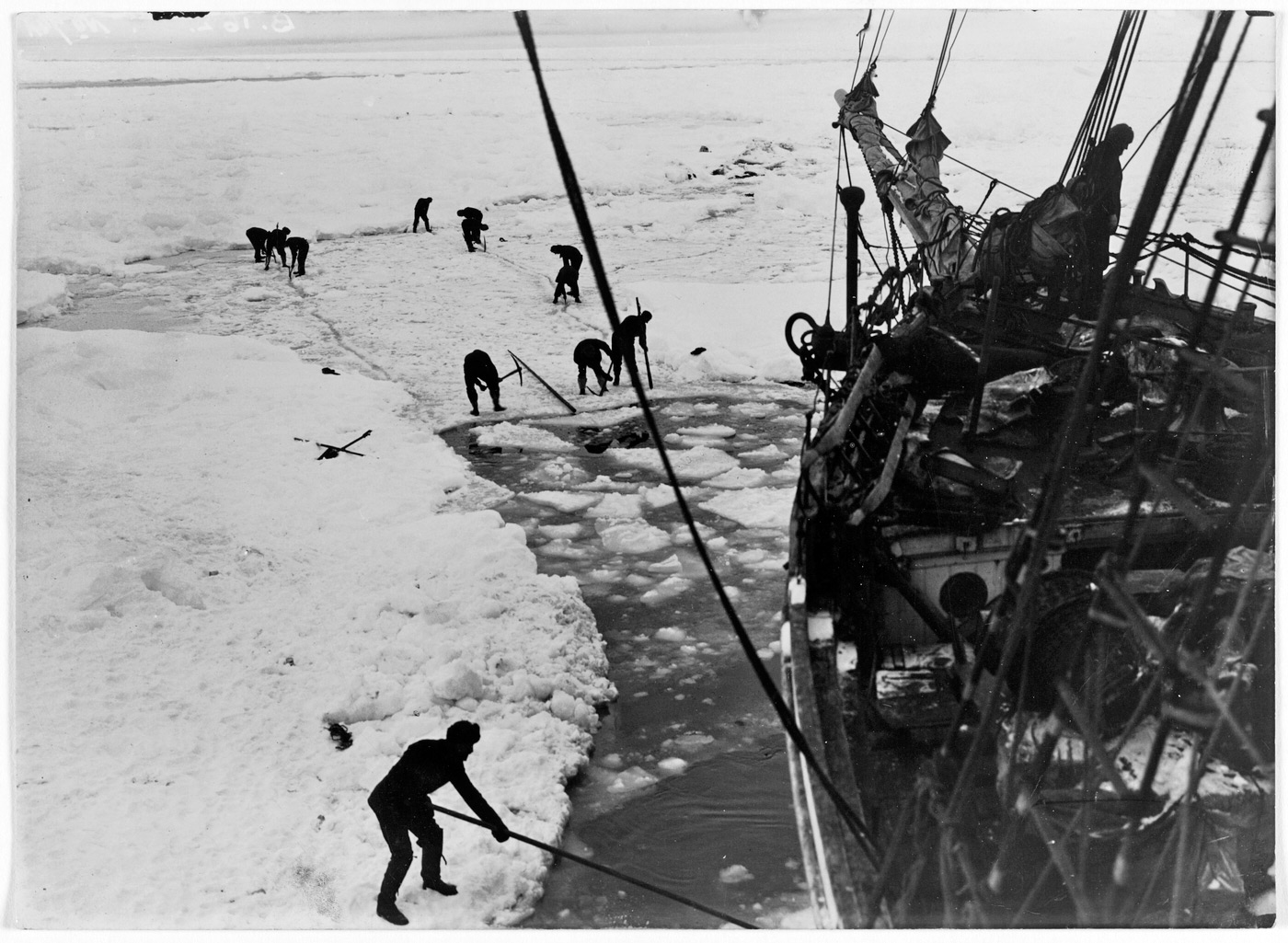
Treballs per alliberar el vaixell.

L'avenç es retardava per les freqüents parades fins que les sondes van obrir el pas i l'Endurance va poder continuar cap al sud sense aturar-se fins al 22 de desembre. Aquest seria el ritme en les dues setmanes següents, amb el vaixell endinsant-se al mar de Weddell. Posteriors retards van alentir el progrés durant els primers dies de 1915, encara que entre el 7 i el 10 de gener un trajecte llarg cap al sud els va portar a la vora de la paret de gel de 30 metres que emmascarava la regió costanera antàrtica de Coats Land, descoberta el 1904 per William Speirs Bruce, que li va donar nom. El 15 de desembre l'Endurance estava a tocar d'una gran glacera, la vora de la qual formava una badia que semblava un lloc excel·lent per desembarcar. Tanmateix, eren massa al nord de la badia Vahsel, "excepte en cas d'extrema necessitat", una decisió de la qual, més tard, Shackleton es penediria. El 17 de gener, després d'un llarg trajecte de 200 quilòmetres, el vaixell va arribar als 76° 27′ S; la terra que observaven va ser anomenada Caird Coast per Shackleton en honor del seu patrocinador principal. El mal temps els va obligar a refugiar-se varats a sotavent.
Eren a la vora de la costa de Luitpold, a l'extrem més austral de la seva destinació, la badia Vahsel. L'endemà, el vaixell va derivar uns 23 quilòmetres cap a l'oest, va continuar cap al sud i, més tard, lleugerament en direcció nord-oest abans d'aturar-se totalment. La posició era 76° 34′ S, 31° 30′ W. Aviat va quedar clar que l'Endurance estava atrapat al gel. Continuaven els esforços per alliberar-lo, i el 14 de febrer Shackleton ordenà als seus homes tallar el gel amb cisells, punxons, serres i pics per mirar d'obrir un passatge, però l'esforç va resultar en va. Shackleton no va abandonar tota l'esperança d'alliberar-se, però ja preveia la "possibilitat d'haver de passar un hivern a la inhòspita superfície de la banquisa".

#### Deriva de l'Endurance

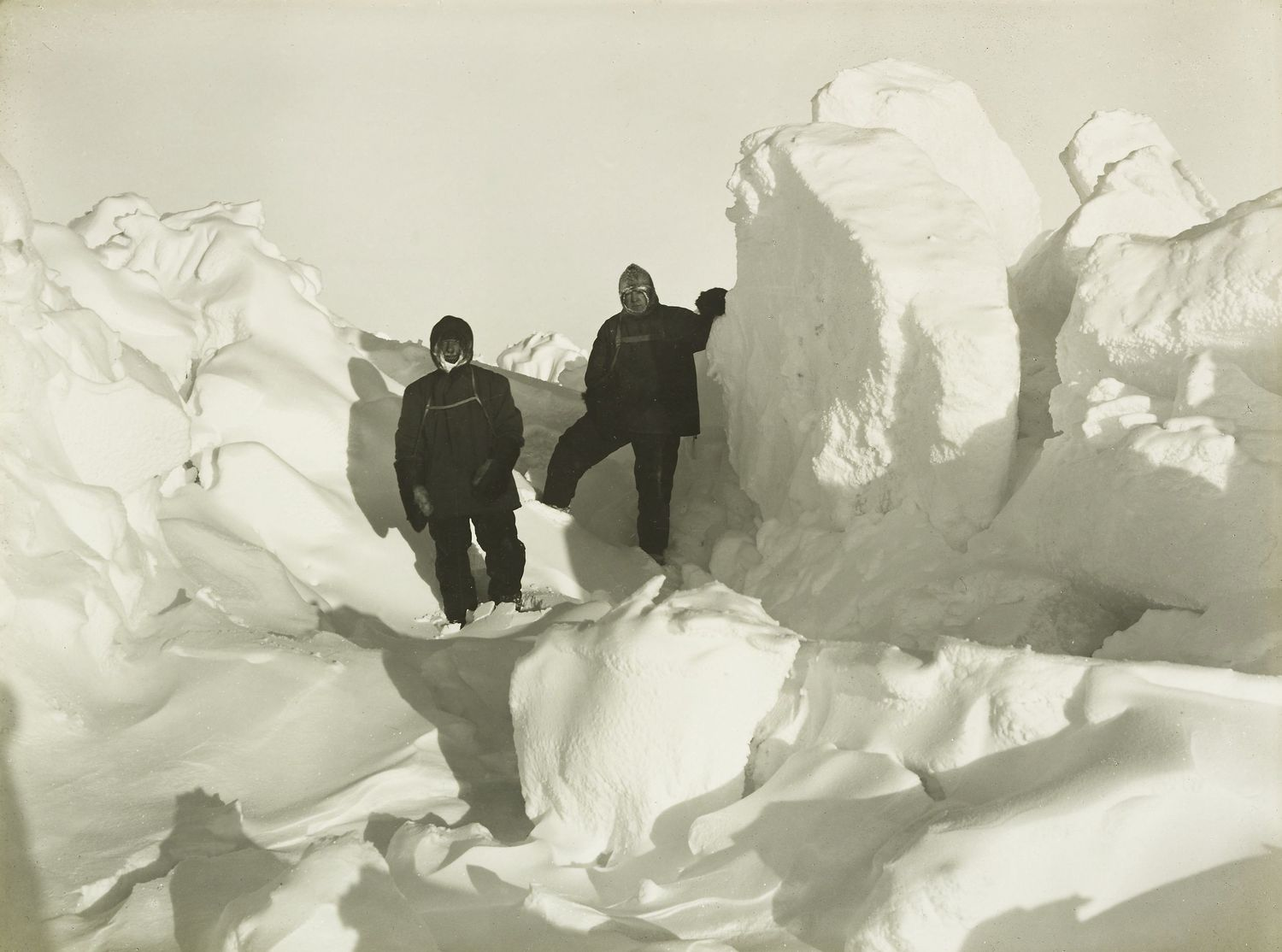
Shackleton i Wild entre les crestes de gel de la banquisa.

El 21 de febrer, l'Endurance avançava ràpid, va arribar a la seva latitud més austral, 76° 58′ S, i després es va començar a moure de forma continuada cap al nord amb la plataforma de gel. El 24 de febrer Shackleton, que s'adonava que estarien en perill durant l'hivern, va ordenar abandonar la rutina de vaixell. Els gossos van ser trets de la coberta i van ser instal·lats en caneres de gel o dogloos, mentre que l'interior del vaixell es convertí en estances adaptades pels diversos grups de la tripulació: oficials, científics, enginyers i mariners. Es va ajustar l'equip de ràdio, però eren massa lluny per rebre o emetre senyals.
Pel que fa a la possibilitat d'alliberar-se, Shackleton era conscient del recent exemple del vaixell de Wilhelm Filchner, el Deutschland, que havia quedat bloquejat pel gel a la mateixa zona tres anys abans. Després que fallessin els intents de Filchner d'establir una base a terra ferma a la badia Vahsel, el seu vaixell Deutschland va quedar atrapat el 6 de març de 1912, a uns 320 quilòmetres de la costa de Coats Land. Sis mesos més tard, a la latitud 63° 37′, el vaixell va quedar lliure i es va dirigir a Geòrgia del Sud. Una experiència similar podria permetre a l'Endurance fer un segon intent per arribar a la badia Vahsel a la següent primavera antàrtica.
Durant el febrer i març la velocitat de la deriva del gel va ser molt baixa. Al final de març Shackleton va calcular que el vaixell havia viatjat només 155 quilòmetres des del 19 de gener. Tanmateix, en arribar l'hivern la velocitat va augmentar, i la condició del gel circumdant anava canviant. El 14 d'abril Shackleton enregistrava el bloc proper, que "s'acumulava i que es desplaçava contra les masses de gel"; si el vaixell fos atrapat en aquesta pertorbació "s'aixafaria com una closca d'ou". Al maig, en acabar els mesos d'hivern, el vaixell era a 75° 23′ S, 42° 14′ O, i encara anava a la deriva, generalment en direcció nord. Estaria així com a mínim quatre mesos abans que la primavera donés l'oportunitat d'una obertura del gel, i era possible que l'Endurance no s'alliberés a temps per repetir el viatge cap a l'àrea de la badia Vahsel. Shackleton reflexionava sobre la possibilitat de trobar un camp de desembarcament alternatiu a la costa occidental del mar de Weddell, si fos possible arribar a aquest lloc. "Mentrestant, esperarem ", va escriure.

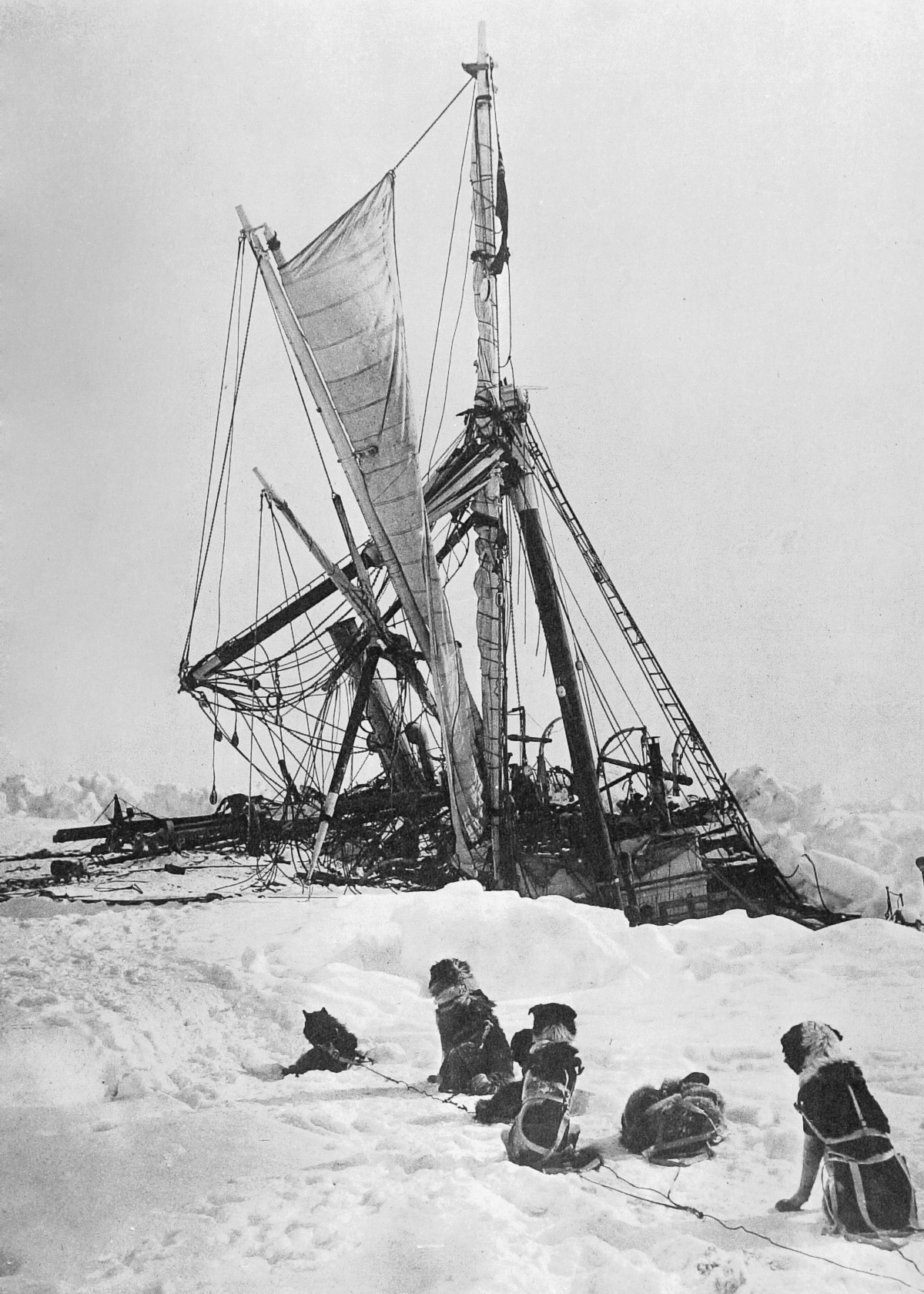
Els gossos mirant l'Endurance a l'etapa final de la seva deriva, moments abans d'enfonsar-se al fons del mar de Weddell.

Els foscos mesos d'hivern de maig, juny i juliol foren relativament tranquils, i la principal tasca de Shackleton va ser mantenir-se en forma, entrenar-se i mantenir la moral, una tasca que, segons sembla, acomplia amb mestria; jugaven a futbol i feien curses de gossos al gel i teatre als vespres. Els primers senyals del trencament del gel van ocórrer el 22 de juliol i l'1 d'agost, durant un vendaval del sud-oest amb neu pesant. L'Endurance era a la posició 72° 26′ S, 48° 10′ O i el banc de glaç va començar a trencar-se a tot el voltant del vaixell, la pressió forçava les masses de gel sota la quilla i provocava una important escora a bavor. La posició era perillosa; Shackleton va escriure: "L'efecte de la pressió al voltant nostre era impressionant. Immensos blocs de gel […] s'aixecaven lentament fins que saltaven com pinyols de cirera aixefats entre els dits […] si algun cop el vaixell quedés atrapat fermament, el seu destí estaria marcat".Tanmateix, el perill va passar, i les setmanes següents van ser tranquil·les.
A començaments de setembre van reaparèixer importants cops de mar, que continuarien intermitentment. El 30 de setembre el vaixell suportà "la pitjor pressió que hàgim experimentat". Va resistir el que el seu capità, Worsley, va descriure com "una terrible pressió que ens llançava d'un costat a l'altre com una baldufa una dotzena de cops". Shackleton havia informat prèviament Worsley que creia que l'Endurance  probablement seria destruït quan s'alliberés del gel.
Encara que l'Endurance s'havia mostrat capaç de resistir enormes pressions, la situació del vaixell ara era espantosa, i el 24 d'octubre el costat d'estribord va topar contra una gran panna. La pressió del gel sobre el costat del vaixell augmentava, fins que el buc va començar a girar i a estellar-se; llavors l'aigua va començar a entrar al vaixell. Quan el costellam es va trencar va fer un soroll terrífic que els mariners més tard descriurien com els que produeixen els "grans focs artificials i l'explosió de les armes".
Van baixar al gel els subministraments i tres bots salvavides, mentre la tripulació intentava reforçar el buc del vaixell i bombar l'aigua fora, però després d'uns quants dies, el 27 d'octubre de 1915, i amb temperatures de -25 °C, Shackleton es va veure forçat a donar l'ordre d'abandonar el vaixell. La posició el dia de l'abandonament era 69° 05′ S, 51° 30′ O. El vaixell naufragat es va mantenir surant durant unes setmanes durant les quals la tripulació va salvar força subministraments i materials, incloent-hi les fotografies i càmeres de Hurley, que, inicialment, s'havien quedat a dins. De les, aproximadament, 550 fotografies en plaques de vidre, Hurley va triar les 120 millors, el màxim que es podria portar, i va haver de trencar la resta.

#### Campament al gel
Amb la pèrdua del vaixell, la idea d'un viatge transcontinental s'havia d'abandonar, i s'havia de centrar el focus de l'expedició en una mera supervivència. Amb aquesta finalitat, Shackleton volia traslladar la tripulació a l'illa Snow Hill, base de l'expedició sueca d'Otto Nordenskiöld de 1902–1904, on s'havien de trobar les provisions d'emergència; o bé a l'illa Paulet, on Shackleton sabia que hi havia un important magatzem d'aliments, o a l'illa Robertson. Shackleton comptava que podrien creuar la terra de Graham des de qualsevol d'aquestes illes i arribar als punts baleners avançats de badia Wilhelmina. La distància a l'illa Snow Hill des de la posició del naufragi va ser estimada per Worsley en uns 500 quilòmetres, amb uns 190 quilòmetres més fins a la badia Wilhelmina. S'haurien d'emportar amb ells menjar, combustible, un equip de supervivència i tres pesants bots salvavides.
La marxa va començar el 30 d'octubre, però els problemes van aparèixer de seguida. L'estat del gel que els envoltava feia gairebé impossible el viatge. Com que la pressió horitzontal havia augmentat, el gel es doblegava i s'aixecava, formant carenes de pressió de fins a tres metres d'alt. Sobre aquesta superfície, en dos dies la tripulació a penes va aconseguir avançar tres quilòmetres. L'1 de novembre Shackleton va decidir, conjuntament amb Wild i Worsley, abandonar la marxa, acampar i esperar la ruptura del gel. Van anomenar "camp de l'Oceà" el bloc de gel pla i estable en el qual havien aturat la seva avortada marxa. Van continuar visitant l'Endurance, que encara s'estava enfonsant al gel a curta distància del campament. Molts dels subministraments abandonats es van continuar recuperant fins al 21 de novembre de 1915, dia en què el vaixell, finalment, s'escolà sota el gel. Des de l'1 de novembre, la velocitat de deriva havia començat a augmentar i el 7 de novembre ja era d'uns cinc quilòmetres per dia. Abans del 5 de desembre havien passat els 68°S, però la direcció estava girant de l'est cap al nord. Això els portava cap a una posició des d'on seria difícil o impossible arribar a l'illa Snow Hill. Tanmateix, amb aquesta nova orientació, l'illa Paulet es convertia en la destinació objectiu. L'illa era aproximadament a uns 400 quilòmetres, i Shackleton estava preocupat per poder reduir la llargada del viatge que seria necessari fer amb bots salvavides per arribar-hi. Per això, el 21 de desembre va anunciar una segona marxa que començaria el 23 de desembre.

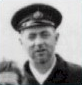
Harry McNish

Les condicions, tanmateix, no havien millorat des de l'intent anterior. La temperatura havia augmentat i era incòmodament càlida. En caminar s'enfonsaven fins als genolls a la neu tova mentre lluitaven per transportar els vaixells a través de les carenes de pressió. El 27 de desembre, el fuster del vaixell Harry McNish es va rebel·lar i va rebutjar seguir treballant. Argumentava que, amb l'enfonsament de l'Endurance, les lleis de l'almirallat ja no eren aplicables i, per tant, no estava subordinat a les ordres de Shackleton. La ferma resposta d'aquest va portar el fuster a reconsiderar la seva actitud, però l'incident mai no es va oblidar. Posteriorment, McNish faria la seva pròpia contribució a la salvació de l'equip però, malgrat això, va ser un dels quatre membres de la tripulació als quals es va negar la concessió de la Medalla polar. Dos dies més tard, amb un progrés de només dotze quilòmetres en set demolidors dies, Shackleton va ordenar una parada, observant: "Ens caldrien tres-cents dies per arribar a terra ferma". El grup va tornar a plantar les tendes i es va establir en el que Shackleton va anomenar "camp de la Paciència", que seria casa seva durant més de tres mesos. Els subministraments començaven a escassejar. Hurley i Macklin van retornar al "camp de l'Oceà" per recuperar part del menjar que havien deixat enrere per alleugerir la càrrega. El 2 de febrer de 1916 Shackleton va fer tornar una part del grup per recuperar el tercer bot salvavides, que també s'havia quedat enrere. L'escassetat d'aliments es va tornar crítica a mesura que avançaven les setmanes. La carn de foca, que fins ara havia afegit varietat al seu règim, es va convertir en un element de primera necessitat quan Shackleton va intentar conservar la resta de racions empaquetades.

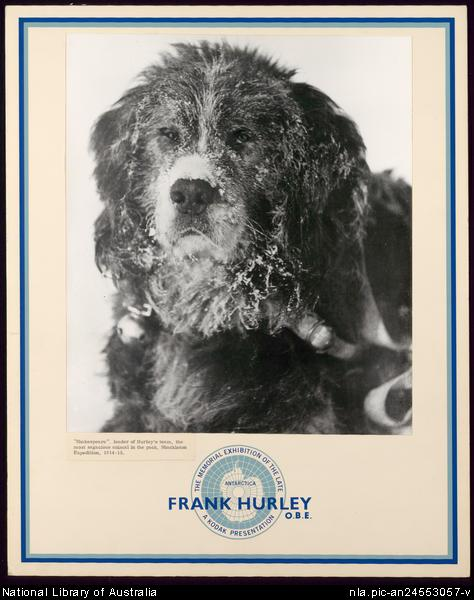
"Shakespeare", el gos líder de l'equip d'Hurley

Entre els gossos s'havien produït moltes baixes per accidents o malaltia els darrers mesos. Al gener, tots els gossos restants excepte dos grups van ser sacrificats d'un tret per ordre de Shackleton, perquè les racions de carn de foca que menjaven eren excessives. Els dos grups restants serien sacrificats el 2 d'abril, moment en què la seva carn va ser una addició benvinguda a les racions. Mentrestant, la tendència de la deriva es va tornar erràtica; després de mantenir-se al voltant dels 67° durant unes quantes setmanes, a finals de gener hi va haver una sèrie de ràpids moviments cap al nord-est que, abans del 17 de març, van portar el "camp de la Paciència" a la latitud de l'illa Paulet, però quasi 100 quilòmetres al seu est.
Paradoxalment, la terra era contínuament a la vista. El cim del mont Haddington, a l'illa James Ross, era a la vista mentre el grup es desplaçava lentament. Amb l'illa Snow Hill i l'illa Paulet ara inaccessibles, Shackleton va escriure el 25 de març que totes les esperances es fixaven en dues illes petites al nord de la terra de Graham: l'illa Clarence i l'illa Elephant, uns 160 quilòmetres al nord de la seva posició. Amb tot, va pensar i decidir que l'illa Decepció podria ser una millor destinació objectiu. Estava lluny, en direcció oest, cap al final de la cadena que formaven les illes Shetland del Sud, però la idea de Shackleton era aconseguir-ho saltant illes. L'avantatge d'aquesta opció residia en el fet que, a vegades, era visitada per baleners i podria contenir provisions. Totes aquestes destinacions exigirien un viatge perillós en els bots salvavides quan finalment es trenqués el bloc en el qual estaven viatjant. Abans d'emprendre aquest viatge, els bots salvavides van ser batejats amb el nom dels principals patrocinadors financers de l'expedició: James Caird, Dudley Docker i Stancomb Wills.

#### Viatge en bot salvavides a l'illa Elephant

Mapa de l'illa Elephant. S'observa Point Wild a la costa nord.

El final del camp de la Paciència va arribar el vespre del 8 d'abril, quan el bloc de gel es va trencar de cop. El camp ara es trobava en un petit rai triangular de gel; una nova ruptura significaria el desastre, i Shackleton tenia a punt els bots salvavides per si el grup se n'havia d'anar sobtadament. Havia decidit que, si fos possible, provarien d'arribar a la distant illa de Decepció perquè, segons es deia, hi havia una església petita de fusta petita aixecada pels baleners. Això podria proporcionar una font de fusta que els podria permetre construir un bot. A la una de la tarda del 9 d'abril es va llançar el Dudley Docker, i una hora més tard els tres vaixells ja eren al mar. Shackleton comandava el James Caird, Worsley el Dudley Docker, i l'oficial Hubert Hudson estava nominalment a càrrec del Stancomb Wills, tot i que a causa del seu precari estat mental el comandament real el tenia Tom Crean. Els dies següents van ser extremament difícils. Els vaixells es movien entre el gel depenent de les vies d'aigua que s'anaven obrint amb un progrés perillós i erràtic. Sovint els vaixells s'encallaven als blocs de gel, o s'arrossegaven sobre seu, mentre els homes acampaven i esperaven que les condicions milloressin. Shackleton dubtava un altre cop entre unes quantes destinacions potencials, i el 12 d'abril va rebutjar les diverses opcions sobre les illes i es va decidir per la badia Esperança, a la mateixa punta de Graham Land. Tanmateix, les condicions als vaixells, amb temperatures sovint inferiors als 30 graus sota zero, amb poc menjar i amerats d'aigua glacial, estaven esgotant els homes, físicament i mentalment, i Shackleton va decidir que l'illa Elephant, el més pròxim dels refugis possibles, era ara l'única opció pràctica.
El 14 d'abril els vaixells eren a la costa de sud-est de l'illa, però no hi havia cap opció de desembarcar, ja que la costa era un penya-segat perpendicular i glaceres. L'endemà el James Caird rodejà l'extrem oriental de l'illa per arribar a la costa del nord, on finalment descobriren una estreta platja de còdols en la qual Shackleton va decidir desembarcar. Els tres vaixells, que havien estat separats durant la nit prèvia, es reunien al punt de desembarcament. Per les marques de plenamar, van veure de seguida que aquesta platja no serviria per acampar a llarg termini. L'endemà, Wild i la tripulació del Stancomb Wills van explorar la costa cercant algun lloc millor. Retornaren amb notícies d'un llarg espai de terra d'onze quilòmetres a l'oest, que semblava factible per acampar. Sense perdre temps els homes retornaren als vaixells i es van traslladar a aquesta nova localització, que més tard batejarien com a Point Wild.

#### Viatge delJames Caird

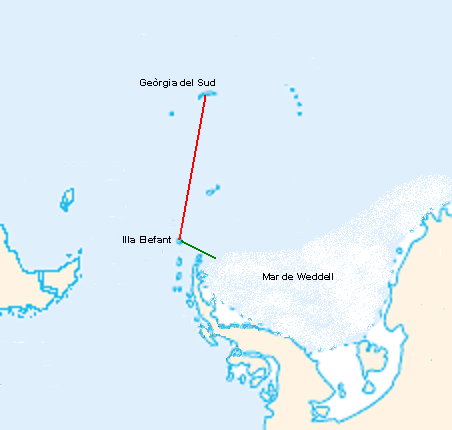
Croquis del viatge dels bots salvavides a illa Elephant (en verd), i el viatge del James Caird des d'illa Elephant fins a Geòrgia del Sud (en vermell).

Illa Elephant era un lloc remot, deshabitat, i rarament visitat per baleners o altres vaixells. Si l'expedició havia de retornar a la civilització, seria necessari cercar ajuda. L'única manera realista de fer-ho era adaptar un dels vaixells per viatjar 1.300 quilòmetres a través de l'oceà del Sud, fins a Geòrgia del Sud. Shackleton havia abandonat la idea de traslladar la tripulació a l'illa Decepció (un "viatge infinitament menys perillós"), presumiblement perquè la condició física de la seva gent impedia assumir més exposicions als mars braus d'hivern. Terra del Foc i les illes Falkland eren més properes que Geòrgia del Sud, però exigien navegar contra forts vents.
Shackleton va seleccionar la seva tripulació: ell mateix, Worsley com a navegant, Crean, McNish John Vincent i Timothy McCarthy. Shackleton va donar instruccions a McNish per adaptar el James Caird  i aquest, hàbilment, improvisà eines i materials. Frank Wild es va quedar al càrrec del grup d'illa Elephant, amb instruccions de marxar cap a illa Decepció la primavera següent en cas que Shackleton no tornés. Shackleton va prendre subministraments només per quatre setmanes, sabent que si no s'havia arribat a terra dins d'aquell temps el vaixell s'hauria perdut.
El James Caird, de només 6,85 metres, es feia a la mar el 24 d'abril de 1916. "Sorprenent" i "increïble" són les paraules que se solen fer servir per descriure el viatge en un bot obert que estava a punt de començar.
Tot depenia de la precisió de la navegació de Worsley, basada en observacions que s'haurien de fer en les condicions més adverses. El vent dominant era, afortunadament, del nord-oest, però les condicions de maregassa de seguida van remullar tot el bot d'aigua glacial. Aviat el gel va formar una gruixuda capa al vaixell, alentint la seva travessia. El 5 de maig un vendaval del nord-oest gairebé va ocasionar la destrucció del vaixell. Shackleton ho descrigué com "les ones més grans que havia vist en vint-i-sis anys al mar". El 8 de maig, gràcies a la navegació de Worsley, es va albirar Geòrgia del Sud, després de catorze dies de lluita contra els elements que havien portat el vaixell al seu límit. Dos dies més tard, després d'una prolongada lluita amb la maregassa i vents de força huracanada al sud de l'illa, la tripulació, esgotada, arribava a terra a la badia King Haakon.

#### Travessant Geòrgia del Sud

Mapa d'illes de Geòrgia del Sud. Peggotty Camp era a la badia profunda, al costat sud-oest, anomenada "Príncep Olav Harbour".

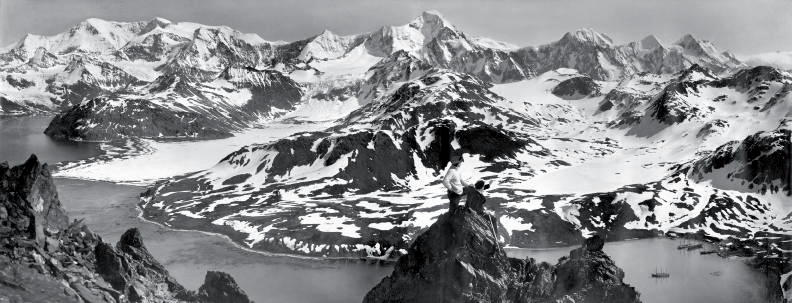
Interior de Geòrgia del Sud, fotografiat per Frank Hurley un any després de la travessia.

L'arribada del James Caird  a la badia King Haakon va ser seguida d'un període d'un necessari descans i recuperació, mentre Shackleton reflexionava sobre el pròxim moviment. La poblada estació balenera de Geòrgia del Sud era a la costa nord. Arribar-hi significaria fer un altre viatge en vaixell al voltant de l'illa, o una travessia per terra a través del seu interior inexplorat. Les condicions del James Caird, i l'estat físic de la tripulació, especialment Vincent i McNish, significava que només la segona d'aquestes opcions era viable. Després de cinc dies, la tripulació es va desplaçar en el vaixell una distància curta cap a l'est, al cap d'una profunda badia que seria el punt de partida per la travessia. Shackleton, Worsley i Crean emprendrien el viatge per terra, i els altres es van quedar al que batejaren com "Peggotty Camp", d'on serien recollits més tard amb vaixell. Una tempesta, el 18 de maig, va retardar el seu començament, però a les dues en punt de la matinada següent el temps estava clar i tranquil, i una hora més tard el grup inicià la travessia.
Sense un mapa, la ruta que escolliren va ser en gran part una conjectura. Abans de l'alba havien ascendit a 910 metres i es podia veure la costa nord. Eren a sobre de la badia Possession, cosa que volia dir que eren massa cap a l'oest i necessitarien moure's cap a l'est per arribar a Stromness, l'estació balenera de destí. Això significava fer la primera de les diverses marrades que allargarien el viatge i frustrarien els homes. Al final d'aquell primer dia, necessitaven baixar a la vall que tenien sota seu abans de caure la nit, i s'arriscaren lliscant per un vessant amb un improvisat trineu fet amb una corda. No es van plantejar descansar –viatjaven a la llum de la lluna, movent-se cap amunt, a un pas a la propera carena muntanyosa. L'endemà de bon matí, veient Husvik Harbour per sota d'ells, sabien que estaven en el bon camí. A les set en punt del matí van sentir el so del xiulet de vapor de l'estació balenera, "el primer so creat per un ésser humà de fora que havia arribat a les nostres orelles des que marxàrem de la badia de Stromness el desembre de 1914". Després d'un difícil descens, que comportava baixar per una cascada gelada, per fi arribaven a lloc segur.
Shackleton, que no era un home religiós, va escriure més tard: "No tinc dubte que la providència ens ha guiat... Jo sé que durant aquella llarga i terrible marxa de trenta-sis hores sobre les muntanyes sense nom i glaceres, sovint em semblava que érem quatre i no tres". Aquesta imatge d'un quart viatger –repetida per Worsley i Crean– va ser recollida per T. S. Eliot al seu poema La terra erma.

#### Rescat
La primera tasca de Shackleton en arribar a l'estació Stromness va ser demanar que els seus tres companys a Peggoty Camp fossin recollits. Es va enviar un balener vorejant l'illa, amb Worsley a bord per mostrar el camí, i abans del vespre del 21 de maig els sis membres de la tripulació del James Caird  estaven en lloc segur.

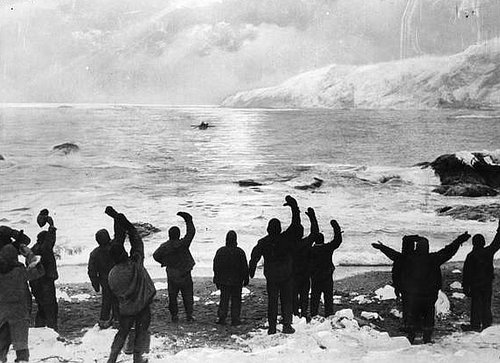
Retorn de Shackleton a l'illa Elephant, el 30 d'agost de 1916. Els 22 homes que havien quedat allà havien sobreviscut.

Van caldre quatre intents abans que Shackleton pogués retornar a l'illa Elephant per rescatar el grup que havia restat allà. Primer ho intentà només tres dies després d'arribar a Geòrgia del Sud després d'assegurar-se l'ús d'un gran balener, el Cel del Sud, que estava atracat a Husvik harbour. Shackleton va reunir una tripulació de voluntaris preparada per navegar el matí del 22 de maig. Quan el vaixell navegava a prop de l'illa Elephant veieren que s'havia format una barrera impenetrable de gel a uns 110 quilòmetres de l'illa. El Cel del Sud no era un trencaglaç, i es va retirar a Port Stanley, a les illes Falkland. En arribar a Port Stanley, Shackleton va informar Londres per cable del lloc on eren, i demanà que un vaixell adequat fos enviat cap al sud per l'operació de rescat. L'almirallat el va informar que no hi havia res disponible abans de l'octubre, que, en la seva opinió, era massa tard. Llavors, amb l'ajuda del ministeri britànic a Montevideo, Shackleton aconseguí del govern de l'Uruguai el préstec d'un vaixell de ròssec resistent, l'Instituto de Pesca Núm. 1, que va marxar cap al sud el 10 de juny. Altre cop el gel frustraria els seus plans. A la recerca d'un altre vaixell, Shackleton, Worsley i Crean viatjaren a Punta Arenas, a Xile, on van trobar Allan MacDonald, el propietari britànic de la goleta Emma. McDonald va equipar aquest vaixell per un altre intent de rescat, que marxà el 12 de juliol, però amb el mateix resultat negatiu —la barrera de gel tornà a impedir-los l'accés altre cop. Ja estaven a mitjans d'agost. Shackleton pregava perquè el govern xilè li deixés Yelcho, un vaixell de vapor petit però molt resistent que havia ajudat Emma durant l'intent previ. El govern acceptà, i el 25 d'agost Yelcho, amb el seu capità Luis Pardo), va marxar a illa Elephant. Aquesta vegada, com va escriure Shackleton, la providència els afavoria. El mar estava obert, i el vaixell es va poder acostar a la vora de l'illa, amb una densa boira. A les 11.40 del 30 d'agost la boira va escampar, el camp es distingia, i en una hora tota la tripulació d'illa Elephant estava a bord i segura, navegant cap a Punta Arenas.

#### El grup d'illa Elephant

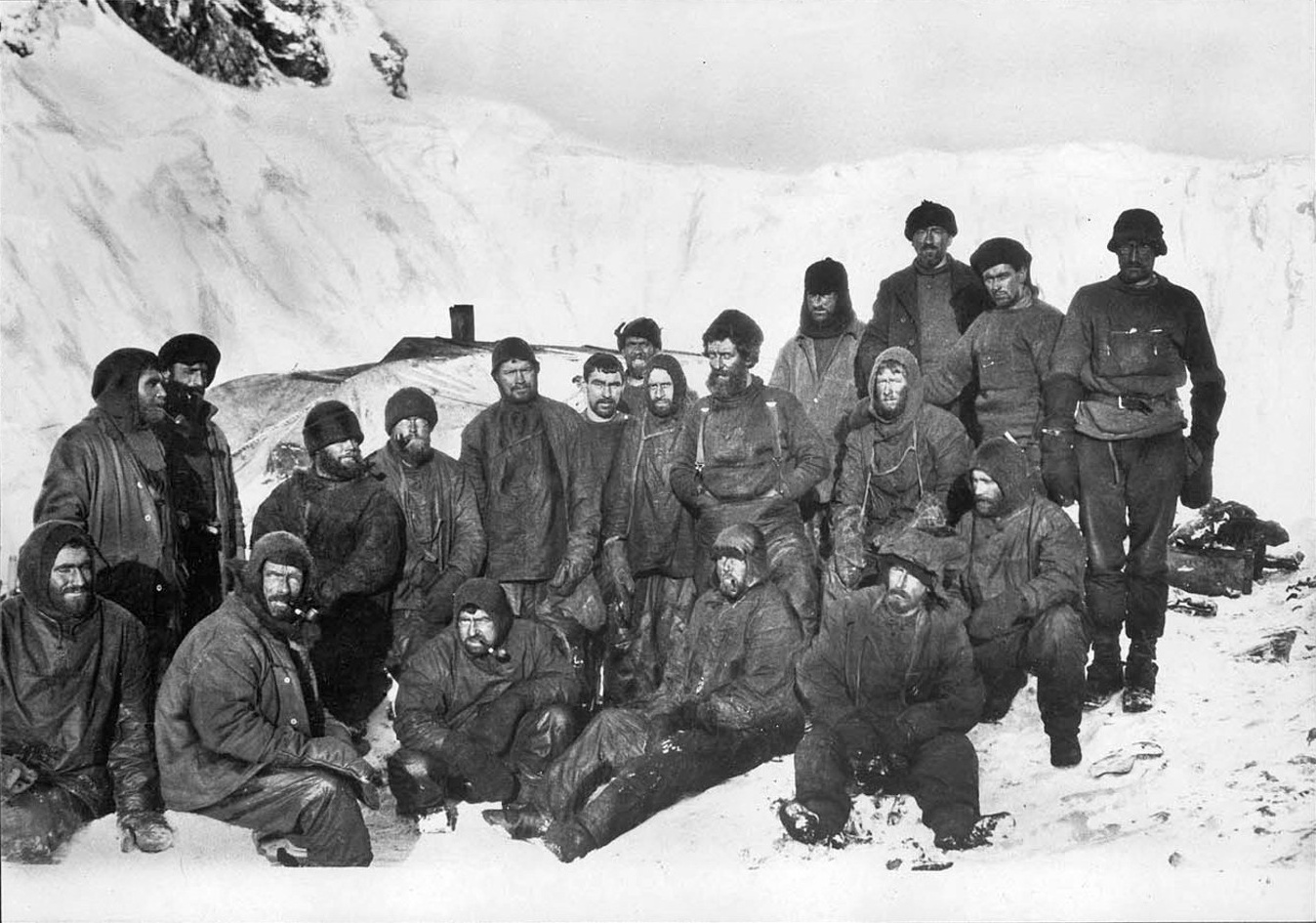
Els homes que van quedar enrere a l'illa Elephant (d'esquerra a dreta): (fila posterior) Greenstreet, McIlroy, Marston, Wordie, James, Holness, Hudson, Stephenson, McLeod, Clark, Orde-Lees, Kerr, Macklin; (segona fila) Green, Wild, How, Cheetham, Hussey, Bakewell; (al davant) Rickinson.

Després que Shackleton marxés amb el James Caird, Frank Wild va prendre el comandament del grup d'illa Elephant, part del qual estava en un estat físicament i mentalment molt baix. La primera necessitat era un refugi permanent contra l'hivern del sud, que ràpidament s'acostava. A suggeriment de Marston i Lionel Greenstreet, s'improvisà una cabana (amb el sobrenom de "Snuggery") tombant els dos vaixells i posant-los sobre parets de pedra baixes, per proporcionar un espai prou alt per ser-hi dins. Per mitjà de lones i altres materials es va aconseguir fer-ho més o menys impermeable. Era un refugi dur, però efectiu. Ningú no sabia quant de temps haurien d'esperar el rescat. Wild, molt optimista, al principi preveia que seria un mes aproximadament, i rebutjava emmagatzemar carn de foca i pingüí per un llarg període, perquè això, segons el seu parer, era derrotista. Aquesta actitud portava a desacords aguts amb Thomas Orde-Lees. Orde-Lees no era un home popular, i la seva presència aparentment feia poc per millorar la moral dels seus companys, llevat que fos com a blanc dels seus acudits.
Wild feia el que podia per establir i mantenir rutines i activitats que alleugerissin el tedi, mentre les setmanes passaven i l'espera s'estenia més enllà de la seva optimista previsió inicial. S'establí una vigilància per l'arribada suposadament imminent del vaixell de rescat, torns de cuina i de neteja, i feien sortides per caçar foques i pingüins. Es feien concerts els dissabtes i se celebraven els aniversaris, però res no podia aturar la sensació creixent d'abatiment mentre els mesos passaven sense que hi hagués signes del vaixell. Els dits del peu esquerre de Blackborow es van gangrenar per congelació, i el 15 de juny van haver de ser amputats pels cirurgians Macklin i James McIlroy a la cabana, il·luminada amb espelmes. Utilitzant les restes del cloroform que havia sobreviscut en els subministraments mèdics, el procés sencer va durar 55 minuts, i va ser un èxit total. El 23 d'agost, les decisions de Wild respecte als aliments es van demostrar equivocades. El mar circumdant era dens, amb banquises que aturarien qualsevol vaixell de rescat; els subministraments alimentaris s'estaven acabant i cap pingüí no s'acostava a terra. Orde-Lees escriguí: "Ens haurem de menjar aquell que mori primer […] hi ha molt de cert, deia de broma". Els pensaments de Wild s'anaven orientant seriosament cap a la possibilitat de fer un viatge en vaixell a l'illa Decepció (va planejar marxar el 5 d'octubre amb l'esperança de creuar-se amb algun balener) quan, el 30 d'agost de 1916, el calvari es va acabar de cop amb l'aparició del vaixell de rescat.

### L'equip del mar de Ross
Els expedicionaris eren: Aeneas Lionel Acton Mackintosh, Ernest Edward Mills Joyce, Harry Ernest Wild, Arnold Patrick Spencer-Smith, Victor George Hayward i Richard Walter Richards.

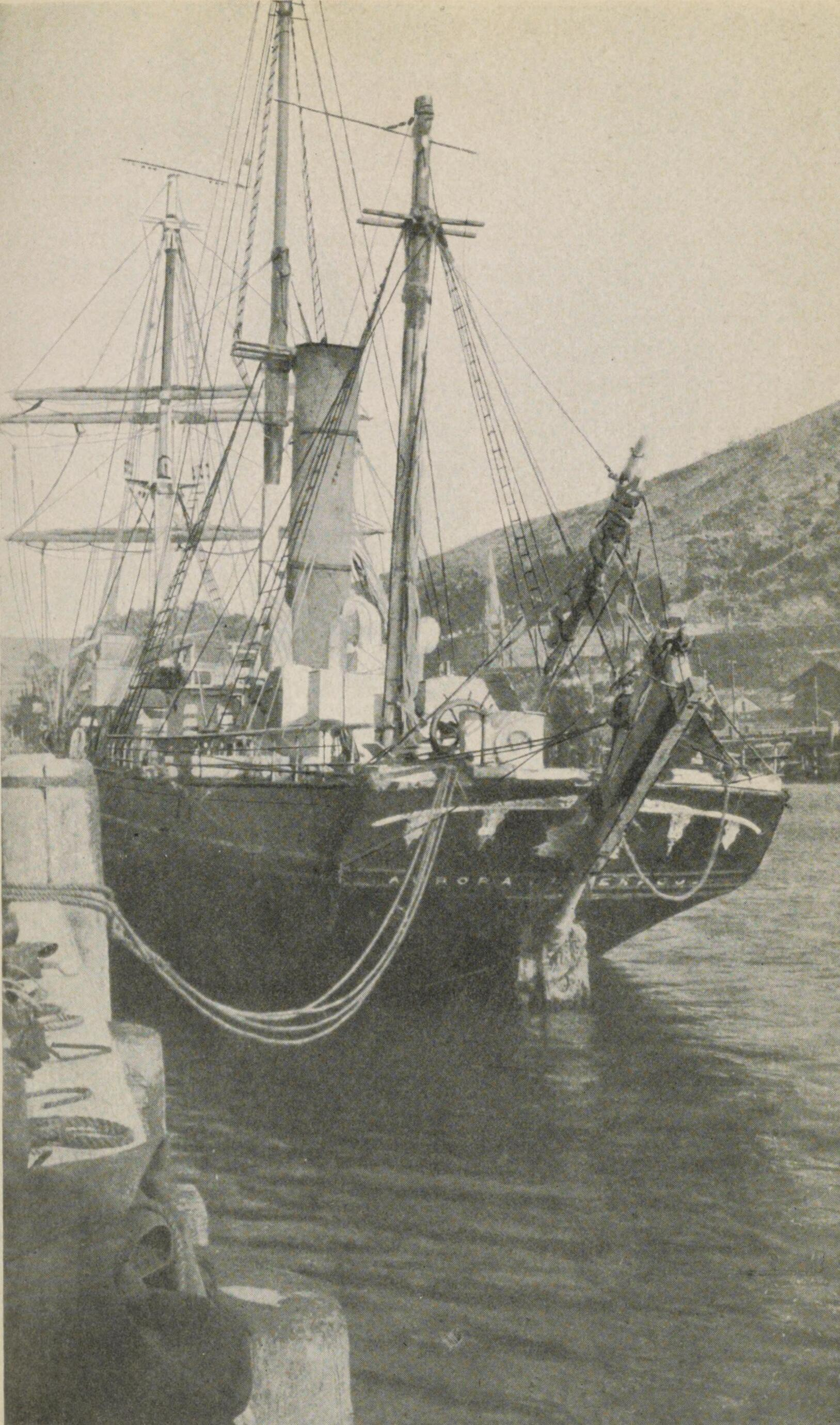
L'Aurora a Nova Zelanda (1916).

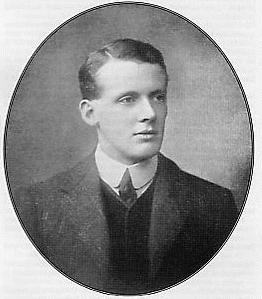
Arnold Spencer-Smith, el capellà de la tripulació del mar de Ross, que va morir durant el viatge d'instal·lació del magatzem, el març de 1916.

L'Aurora  va deixar Hobart el 24 de desembre de 1914, ja que s'havia retardat a Austràlia per problemes financers i organitzatius. La seva arribada a l'estret McMurdo el 15 de gener de 1915 va ser més tard del que estava planejat, però el comandant de la nau, Aeneas Mackintosh, va fer plans immediats per un viatge per deixar un magatzem a la barrera de gel Ross, creient que Shackleton podria intentar una travessia des del mar de Weddell durant la primera temporada. Ni els homes ni els gossos s'aclimataren, i la tripulació era, globalment, molt inexperta en les condicions del gel. Aquest primer viatge al gel va causar la pèrdua de deu dels divuit gossos, un magatzem incomplet, i va deixar el grup de terra força desmoralitzat.
El pitjor vingué al maig, quan l'Aurora, ancorat a la seu de cap Evans, va ser desplaçat mar endins durant un vendaval, i no va poder tornar perquè el va atrapar una llenca de gel. Va avançar amb el gel fins al 12 de febrer de 1916, una distància d'uns 2.600 quilòmetres, abans d'alliberar-se i arribar trontollant a Nova Zelanda. El vaixell portava la major part del combustible de la tripulació de costa, racions alimentàries, roba i equip, encara que afortunadament les racions que anaven amb trineu pels magatzems s'havien desembarcat en terra. Tanmateix, per continuar la seva missió l'equip abandonat a la costa va haver de proveir-se i equipar-se amb restes abandonades d'expedicions anteriors, especialment de l'expedició Terra Nova del Capità Scott. Gràcies a les enginyoses improvisacions de la tripulació, la preparació del magatzem de la segona temporada va començar segons estava previst, el setembre de 1915.
Durant els mesos següents, i amb un esforç suprem, es van instal·lar els magatzems previstos al llarg de la barrera de gel de Ross fins a la glacera Beardmore. En el viatge de retorn el grup sencer tingué un atac d'escorbut. Durant la lluita per retornar a la base Arnold Spencer-Smith, el capellà de l'expedició i fotògraf va caure i va morir al cap de cinc mesos. La resta va arribar al refugi provisional de la Discovery Hut, a Hut Point, on es van recuperar. El 8 de maig de 1916 Mackintosh i Hayward decidien caminar a través de l'inestable mar de gel cap a cap Evans, però van ser engolits per una rufaga i no se'ls va tornar a veure. Els set supervivents van haver de passar vuit mesos més de dificultats abans que el 10 de gener de 1917 arribés l'Aurora, que s'havia reparat a Nova Zelanda, i els tornés a la civilització.
Shackleton va acompanyar l'Aurora com un oficial més, perquè els governs de Nova Zelanda, Austràlia i la Gran Bretanya, que eren els que organitzaven el rescat, li'n van negar el comandament. Així va participar en els rescats de les dues parts de la seva expedició, però la seva actitud capritxosa en els preparatius inicials per organitzar l'equip del mar de Ross s'havia girat en contra d'ell. Malgrat els seus començaments caòtics, el seu desordre, la pèrdua desastrosa de l'Aurora i les tres morts, l'equip del mar de Ross va ser l'única part de l'expedició que va complir sencera la seva missió original, tot i que els fracassos de l'equip del mar de Weddell van significar que havien fet la feina per res.

## Retorn a la civilització
La tripulació rescatada, que havia tingut el seu últim contacte amb la civilització el 1914, no era conscient del curs de la Primera Guerra Mundial. Les notícies de l'arribada de Shackleton a les Falklands van eclipsar breument les notícies de guerra als diaris britànics el 2 de juny de 1916. L'expedició tornava a casa de manera gradual, en un moment crític de la guerra, sense els honors normals ni recepcions ciutadanes. Quan finalment el mateix Shackleton va arribar a Anglaterra, el 29 de maig de 1917, després d'una curta gira de conferències per Amèrica, el seu retorn va passar gairebé desapercebut. La majoria dels membres de l'expedició s'enrolaren immediatament com a militars actius o al servei naval. Abans que la guerra s'acabés dos d'ells –Tim McCarthy i el veterà mariner Alfred Cheetham– havien mort en acció, i Ernest Wild, de l'equip del mar de Ross, havia mort de febre tifoide mentre servia a la Mediterrània. Altres van ser ferits de gravetat, i molts van rebre condecoracions al valor. Després d'una missió de propaganda a Buenos Aires, Shackleton durant les darreres setmanes de la guerra va estar al servei especial del Múrmansk, amb la posició de comandant de l'exèrcit. Això l'ocuparia fins al març de 1919. Després organitzà la darrera expedició antàrtica, l'expedició Shackleton-Rowett, amb el Quest, que va deixar Londres el 17 de setembre de 1921. Shackleton va morir d'un atac de cor el 5 de gener de 1922, mentre el Quest estava ancorat a Geòrgia del Sud.
Wild, Worsley, Macklin, McIlroy, Hussey Alexander Kerr, Thomas McLeod i el cuiner Charles Green, de l'Endurance , navegaven amb el Quest. Després de la mort de Shackleton, el projecte original de l'expedició, que incloïa una exploració d'Enderby Land, va ser abandonat. Wild va fer una breu travessia per acostar-se a illa Elephant i van ancorar davant del cap Wild, des d'on podien veure els vells signes de la seva estada, però les condicions del mar van fer impossible desembarcar.
Van haver de passar més de quaranta anys abans que es culminés la primera travessia de l'Antàrtida, que va fer l'expedició transantàrtica Commonwealth el 1955-1958. Aquesta expedició va començar des de la badia de Vahsel seguint una ruta que evitava la glacera Beardmore, va passar per fora de la barrera de gel de Ross i va arribar a l'estret McMurdo després de fer el descens per la glacera Skelton. El viatge sencer va prendre noranta-vuit dies.

## Trobada del derelicte de l'Endurance
El 9 de març de 2022 es va informar la troballa de l'Endurance a 3.000 metres de fondària sota el mar de Weddell, a unes 4 milles al sud de la posició que el seu capità, Frank Worsley havia documentat.
Després d'un intent de recerca fallida l'any 2019, la nova expedició anomenada Endurance22 va sortir de Ciutat del Cap amb el vaixell trencaglaç Agulhas II a començaments de febrer de 2022. El 5 de març un canvi de temps i el tancament del gel que amenaçava el vaixell de recerca va posar en risc tota l'operació. Finalment, 4 dies després es va poder submergir el submarí no pilotat que el va descobrir i captar imatges que mostren un estat de conservació molt bo després de més de 100 anys del seu enfonsament el 21 de novembre de 2015.
Es preveu fer una tasca de documentació mitjançant els dos robots que l'han trobat, enregistrant-lo i escanejant-lo, però les restes no es poden tocar, ja que estan protegides com a monument històric pel Tractat Antàrtic de 1959.

## Llegat

### Pel·lícules
- The Endurance: Shackleton's Legendary Antarctic Expedition (2000)
- Shackleton's Antarctic Adventure. NOVA
- Great Adventurers: Ernest Shackleton - To The End Of The Earth (2006)
- Shackleton (2001)